# Арт терапия
Арт-терапията е широкоспектърен метод на психотерапия, който се използва за повлияване (лечение) и психотерапевтична корекция, чрез изкуство и творчество. Най-често се използват рисуване, грънчарство, музика, фотография, писане, четене, актьорска игра и др., а спектърът от проблеми, при решаването на които се прилагат, е също достатъчно широк: от междуличностни конфликти, през реакции на загуби (пост-травматично стресово разстройство), психосоматични разстройства, до кризисни състояния.
Арт-терапевтичната работа помага за по-ясното изразяване на преживяванията, проблемите и вътрешните противоречия. Особено полезно е това с пациенти, които не са в състояние да дефинират или отказват да говорят за травматичното преживяване. Фантазията, изобразена на рисунка или чрез глинени фигурки, много често дава тласък за работа с терапевтирания и облекчава започването на свободното изговаряне на проблема.